# Gäveskär
Gäveskär eller Geveskär är en fyrplats på Geveskärs huvud på ön Gäveskärs sydvästudde, strax norr om Brännö utanför Göteborg. Fyren lyser med fast, rött sken från S78°V över S och O till N 51°.
Då det nattetid behövde bli enklare att komma in på Rivöfjorden och dessutom då det var mörkt, kunna ankra upp mellan Böttö och Älvsborgs fyrar, lät man på bekostnad av Göteborgs stad uppföra en fyr på platsen. Den tändes första gången 1 oktober 1866 av en förste fyrvaktaren Christian Hertz och bestod av en lykta placerad i det sydöstra hörnet av fyrhuset; en siderallampa som drevs med olja. Fyren sköttes inifrån huset. 
Det blev förändringar i farleden 1880 in till Göteborg, då fyren på Älvsborg släcktes ned och en ny fyr på Knippelholmen togs i bruk. Siderallampan ersattes på 1880-talet av en lampa med lins som drevs med fotogen, då fyren behövde bli ljusstarkare.
Ett sexkantigt vitt fyrhus byggdes 1815 i direkt anslutning till boningshuset. Därmed kunde man gå direkt in i fyren från boningshuset. En linsapparat av sjätte ordningen installerades samtidigt och ett urverk med rotator. 
Fyren elektrifierades i slutet av 1940-talet och en agafyr med en öppen låga blev reservlampa vid elavbrott. Det nuvarande fyrtornet byggdes 1964. Det gamla fyr- och bostadshuset är sedan länge klätt med eternitplattor. 

## Fyrvaktare
- 1866-1883 - Christian Hertz
- 1883-1891 - Bernard Bergström
- 1891-1907 - Gustav Majgren
- 1907-1918 - Leonard Samuelsson
- 1918-1950 - Axel Ågren, som gick i pension samma dag som fyren automatiserades; den 3 september 1950. Han var född 1890 († 1961) och hade dessförinnan arbetat som fyrvaktare på Böttö från 1917. Årslönen var 1 730 kronor år 1922. Fri bostad med "lyse" samt ved till uppvärmning ingick.